# انرژی هسته‌ای (ترانه)
انرژی هسته‌ای نام ترانه‌ای از امیر تتلو، خواننده و ترانه‌سرای اهل ایران است که در تیر ۱۳۹۴، همزمان با مذاکرات هسته‌ای ایران با ۵+۱ منتشر شد. نماهنگ «انرژی هسته‌ای» به کارگردانی اردشیر احمدی و با حمایت نیروی انتظامی جمهوری اسلامی، نیروی دریایی جمهوری اسلامی و گروه فرهنگی هنری دل‌صدا و شبکه اینترنتی نصر تحت تملک سپاه پاسداران انقلاب اسلامی ساخته شده‌ است.
این نماهنگ پس از توافق جامع ایران و گروه ۵+۱ عرضه شد، آنچه باعث توجه بیشتر به این نماهنگ در رسانه‌های داخلی و خارجی بود همکاری نیروی دریایی ارتش جمهوری اسلامی ایران در ساخت آن بود. این نماهنگ به شدت از سوی مقامات جمهوری اسلامی ایران مورد توجّه قرار گرفت؛ همچنین برخی نشریات غربی همچون کریستیان ساینس مانیتور بدان پرداختند. تلویزیونی I24news و رسانه‌هایی چون خبرگزاری میدل ایست نیز این ویدئو را مورد توجّه قرار دارند.
این نماهنگ در منجیل و قسمت‌های دیگر بر روی ناوشکن دماوند منطقه چهارم نداجا بندر انزلی فیلم‌برداری شده‌ است و با زیرنویس انگلیسی ارائه شده و در آن به حق ایران برای دست‌یابی به انرژی هسته‌ای و همچنین نام خلیج فارس اشاره شده‌ است.
به نوشتهٔ روزنامه گاردین امیرحسین مقصودلو ملقب به امیر تتلو با این کلیپ طوفانی به پا کرده است. پس از این آهنگ از نیروی دریایی ارتش جمهوری اسلامی ایران هدیه‌ای دریافت کرد که در اینستاگرام خود تصویر آن را منتشر کرد.
سخنگوی وزارت فرهنگ و ارشاد اسلامی، حسین نوش‌آبادی گفت: «وزارت ارشاد از چنین موضوعی بی‌اطلاع بوده و بدون هماهنگی انجام شده‌ است، زیرا مقصودلو نه تنها برای انتشار این خبر، بلکه برای کسب کار و ماهیت فعالیتش مجوزی ندارد. بعید می‌دانم که نیروی دریایی چنین موضوعی را به وی محول کرده یا حتی سفارش ساخت داده باشد. اما ممکن است برای داخل یک نیرو باشد که باید مسئولان فرهنگی و عقیدتی آنها پاسخ دهند و مسئولان ارتش حتماً باید موضوع را رسیدگی کنند، زیرا اگر قرار بر صدور مجوز بوده باید با وزارت ارشاد هماهنگی می‌کردند.»
به گفتهٔ اردشیر احمدی، سازمان هنری رسانه‌ای اوج وابسته به سپاه پاسداران انقلاب اسلامی تهیه‌کنندهٔ این نماهنگ بوده‌ است.